# Coupe des Pays-Bas de football 2001-2002
Navigation
Édition précédente Édition suivante
La Coupe des Pays-Bas de football 2001-2002, nommée la KNVB beker, est la 84e édition de la Coupe des Pays-Bas. La finale se joue le 12 mai 2002 au stade De Kuip à Rotterdam.
Le club vainqueur de la coupe est qualifié pour le premier tour de la Coupe UEFA 2002-2003.

## Finale
L'Ajax Amsterdam gagne la finale contre le FC Utrecht et remporte son quinzième titre. La rencontre s'achève sur le score de 3 à 2 après le but en or de Zlatan Ibrahimović en prolongation.